# Gymnuridae
Famille
Les Gymnuridae sont une famille de raies.

## Liste des genres
Selon ITIS (14 octobre 2014) :
- genre Aetoplatea Valenciennes in Müller et Henle, 1841
- genre Gymnura van Hasselt, 1823

FishBase (14 octobre 2014) et World Register of Marine Species (14 octobre 2014) ne reconnaissent que le genre Gymnura.